# 约瑟夫·赛德利茨
约瑟夫·赛德利茨（1755年3月19日—1835年4月1日）是一位波兰军队的司令和上校。
赛德利茨在1755年3月19日于卡利什附近的赫瓦普夫出生，他的父母是扬·赛德利茨和库内贡达·尼·比亚沃斯库尔斯卡。在1770年9月1日，他加入波军的学生军训队，并于1791年成为奥古斯特·苏乌科夫斯基领导的雷齐纳团的旗手。他晋升得很快，其中的部分依靠的是他家的财力。在1786年，他晋升为上尉。在1791年他涉及到他上司与一名外国人的冲突，并因诬陷外国人而被捕，并监禁半年。但是，在刑满后他回到他的部队并参与1792年波俄战争。
在1793年，他加入到革命协会，并将其目标升为他的同僚。在1794年爆发华沙起义后，他领导他的部队在市内作战，不久代替了过去的指挥官菲利普·豪曼。在5月20日他被提拔为上校，并成为他所在军团的司令。他带着自己的军团参与科希丘什科起义，在地位上与约泽夫·加扬切克将军的军团对抗。在赫乌姆战役后，他的军团掩护撤向华沙的波军。在马切约维茨战役中赛德利茨的部队勇猛地与在兵数上胜过他们的俄军作战，并留住了自己的阵地，但是这却以极大的损失为代价。军团几乎不复存在，而赛德利茨被俘。
在1797年重返自由后，他回到俄罗斯，定居于沃尔希连，在那里他成立了一个秘密抵抗组织，以将在瓜分波兰后驻扎在波兰大部分地区的俄军驱逐。但是，俄罗斯人发现了这个计划，赛德利茨被迫与齐普里安·戈德布斯基逃到萨克森。在德累斯顿他成为了罗穆阿德·盖德罗厄齐的同伴。在1798年5月20日扬·亨里克·冬布罗夫斯基任命他为第一军团第三营指挥官。他参与在法军在意大利的行动，但在翌年的5月18日，他的士兵不愿再与意大利自由战士相抗后便被开除。
在被派到卡罗尔·克尼亚杰维奇新建立的多瑙河兵团后，泽德维奇成为了该军团第三营指挥官，跟随法国第五师（法語：5ème division militaire）。但是因为该军团并未完全成型，在该军团于1801年解散后，赛德利茨又来到了罗日涅茨基领导的骑兵团。他与部队回到意大利，在那个地方他参与了反对第三联盟的战斗。
在派到波兰后，他抵达华沙，在那里亲王约泽夫·波尼亚托夫斯基同意他回到改革过的波兰军队，来到加扬切克领导的新军团。他参与了很多次小冲突，以及几支骑兵部队的形成。在1808年5月12日元帅路易斯·尼古拉斯·达武将赛德利茨提拔为科斯特任卫兵司令（事实上的将军），并在翌年赛德利茨决定退役。但在波奥战争爆发后，他继续作为文奇察指挥官服役。在于1813年被奥地利人俘虏后，他于翌年释放并回到华沙。在那里他成为了老兵军团的指挥官，并组织从法国回来的波兰老兵。在1830年12月18日，他被授予纪念章，以纪念他服役50年，以及第一位波兰官员。但是，至于他的大部分服役生涯，他在主要战役中位置不定，而非一直在前线，他没有被授予任何高级军章。他继续作为老兵即因战致残者军团指挥官服役，甚至在十一月起义中和其后，他也在服役。他在1835年4月1日于华沙逝世。